# میرمحله (بخش مرکزی ماسال)
میرمحله یک روستا در ایران است که در بخش مرکزی شهرستان ماسال در استان گیلان واقع شده‌است.

## جمعیت
این روستا در دهستان ماسال قرار دارد و براساس سرشماری مرکز آمار ایران در سال ۱۳۸۵، جمعیت آن ۳۹۰ نفر (۱۱۴ خانوار) بوده‌است.